# Nohain
Nohain – rzeka we Francji, przepływająca przez teren departamentu Nièvre, o długości 45 km. Stanowi prawy dopływ rzeki Loary.